# バール形式
バール形式（バールけいしき）は、中世ドイツで使われた楽曲形式（独語Barform)。「バール」は中世ドイツ語で簡単な歌唱形式のことである。基本的に2つの要素しかなくA（前節）-A（前節繰り返し）-B（後節）の三部で成立する。中世ヨーロッパの吟遊詩人の歌唱に起源がみられ、音楽に形式を求める上で記録が残っている中では最古に近いもの。
元来、「バール」は15世紀以後、マイスタージンガーこと職匠歌人(Meistersinger)が自作の歌(Lied, Lieder)に対して使っていた用語であって、歌の構成要素である詩節(Strophe)の詩節型式(Strophenform)を指すものではなかった。ハンス・ザックスは53年間にわたる自身の作歌活動を振り返って「旧・新約聖書によるバールが多数あった」と述懐している。
漢詩にも韻を踏むなどの同様のリフレインがある以上、単に器楽音楽形式にとどまらず音声を伴う表現では普遍的な形式である。後にワーグナーの楽劇でも用いられ、ソナタ形式以上に簡略化した形式として聴衆に訴えかける手段になった。
近年の作曲語法としても注目されており、前衛作家の中には極端な保守形式ともいえる本形式を主な作風とする者もいる。語法の枯渇の結果原始形式に回帰しているともいえ、音楽史上興味深い現象である。